# Composetia irritabilis
Composetia irritabilis är en ringmaskart som först beskrevs av Webster 1879.  Composetia irritabilis ingår i släktet Composetia och familjen Nereididae. Inga underarter finns listade i Catalogue of Life.